# 아무르장지뱀
아무르장지뱀은 장지뱀과에 속하며 학명은 Takydromus auroralis이다. 몸집이 작은 도마뱀의 한 부류이다. 한국 어느 곳에서나 서식하여 도로 옆 잡초가 우거진 곳, 햇볕이 비치는 능선, 산과 밭이 이어지는 묵정밭, 모래로 된 경작지 등에서 흔히 볼 수 있다. 몸빛깔은 갈색이며 가늘고 길다. 몸길이는 22cm 가량이고 꼬리가 몸 길이의 2/3나 된다. 몸비늘에는 융기가 있으며 광택이 없다. 봄부터 여름까지 2-3회 한배에 평균 4개의 알을 낳는다. 먹이는 곤충·거미·지렁이 등이다.한낮에는 따듯한 햇볕이 쬐는곳에서 일광욕을 즐기고. 아침저녁으로 어두운곳에서 작은곤충이나. 지렁이등을 먹이로 잡아먹고 산다.

## 대한민국의 장지뱀류
- 표범장지뱀
- 줄장지뱀
- 아무르장지뱀